# Ginny & Georgia (serie de televisión)
Ginny & Georgia (también, Ginny y Georgia) es una serie de streaming estadounidense de drama creada por Sarah Lampert, original de Netflix, que se estrenó el 24 de febrero del 2021. En abril de 2021, se renovó para una segunda temporada, la cual se estrenó el 5 de enero de 2023.
El 17 de mayo de 2023, se renovó para las temporadas 3 y 4.
La temporada 3 se grabó entre abril y septiembre de 2024.
El 30 de enero de 2025 se anunció que la temporada 3 se estrenaría el 5 de junio de 2025.

## Argumento
Ginny & Georgia sigue a Ginny Miller, una "niña de 15 años" que es más madura que "su madre de 30 años, Georgia, en una ciudad de Nueva Inglaterra", donde Georgia decidió establecerse con su hija, Ginny y su hijo Austin, para darles una vida mejor que la que ella nunca tuvo.

## Reparto
- Brianne Howey como Georgia Miller.
- Antonia Gentry como Ginny Miller.
- Diesel La Torraca como Austin Miller.
- Jennifer Robertson como Ellen.
- Felix Mallard como Marcus.
- Sara Waisglass como Maxine.
- Katie Douglas como Abby.
- Chelsea Clark como Norah
- Scott Porter como el alcalde Paul Randolph.
- Raymond Ablack como Joe.
- Mason Temple como Hunter Chen.

| Actor                  | Personaje              | Temporadas             | Temporadas             | Temporadas             | Temporadas             |                        |
| Actor                  | Personaje              | 1                      | 2                      | 3                      | 4                      |                        |
| Personajes principales | Personajes principales | Personajes principales | Personajes principales | Personajes principales | Personajes principales | Personajes principales |
| ---------------------- | ---------------------- | ---------------------- | ---------------------- | ---------------------- | ---------------------- | ---------------------- |
| Brianne Howey          | Georgia Miller         | Principal              | Principal              | Principal              | Principal              |                        |
| Antonia Gentry         | Ginny Miller           | Principal              | Principal              | Principal              | Principal              |                        |
| Diesel La Torraca      | Austin Miller          | Principal              | Principal              | Principal              | Principal              |                        |
| Jennifer Robertson     | Ellen Baker            | Principal              | Principal              | Principal              | Principal              |                        |
| Felix Mallard          | Marcus Baker           | Principal              | Principal              | Principal              | Principal              |                        |
| Sara Waisglass         | Maxine Baker           | Principal              | Principal              | Principal              | Principal              |                        |
| Scott Porter           | Paul Randolph          | Principal              | Principal              | Principal              | Principal              |                        |
| Raymond Ablack         | Joe                    | Principal              | Principal              | Principal              | Principal              |                        |

## Temporadas
| Temporada | Temporada | Episodios | Episodios | Lanzamiento original  | Lanzamiento original  |
| --------- | --------- | --------- | --------- | --------------------- | --------------------- |
|           | 1         | 10        | 10        | 24 de febrero de 2021 | 24 de febrero de 2021 |
|           | 2         | 10        | 10        | 5 de enero de 2023    | 5 de enero de 2023    |
|           | 3         | 10        | 10        | 5 de junio de 2025    | 5 de junio de 2025    |
|           | 4         | 10        | 10        | 2026/2027             | 2026/2027             |

## Episodios

### Temporada 1 (2021)
La temporada 1 se estrenó mundialmente en Netflix el 24 de febrero de 2021.
| N.º en serie | N.º en temp. | Título                                     | Fecha de emisión original |
| ------------ | ------------ | ------------------------------------------ | ------------------------- |
| 1            | 1            | «Piloto»                                   | 24 de febrero de 2021     |
| 2            | 2            | «Es una cara, no una máscara»              | 24 de febrero de 2021     |
| 3            | 3            | «Mierda de gente rica de otro nivel»       | 24 de febrero de 2021     |
| 4            | 4            | «Lydia Bennet es una feminista»            | 24 de febrero de 2021     |
| 5            | 5            | «Bu, perra»                                | 24 de febrero de 2021     |
| 6            | 6            | «Estoy en crisis»                          | 24 de febrero de 2021     |
| 7            | 7            | «¡Felices dulces 16!»                      | 24 de febrero de 2021     |
| 8            | 8            | «Marca una, marca otra»                    | 24 de febrero de 2021     |
| 9            | 9            | «Así son los sentimientos»                 | 24 de febrero de 2021     |
| 10           | 10           | «Es la peor traición desde Jordan y Kylie» | 24 de febrero de 2021     |

### Temporada 2 (2023)
La temporada 2 se estrenó mundialmente en Netflix el 5 de enero de 2023.
| N.º en serie | N.º en temp. | Título                                                                  | Fecha de emisión original |
| ------------ | ------------ | ----------------------------------------------------------------------- | ------------------------- |
| 11           | 1            | «!Bienvenidas, perras!»                                                 | 5 de enero de 2023        |
| 12           | 2            | «¿Por qué todo tiene que ser tan terrible todo el tiempo, por siempre?» | 5 de enero de 2023        |
| 13           | 3            | «Niñita, ¿a qué estás jugando?»                                         | 5 de enero de 2023        |
| 14           | 4            | «Feliz mi cumpleaños a ustedes»                                         | 5 de enero de 2023        |
| 15           | 5            | «Estos latkes son <<incre>>»                                            | 5 de enero de 2023        |
| 16           | 6            | «Un muy feliz especial navideño a lo Ginny y Georgia»                   | 5 de enero de 2023        |
| 17           | 7            | «Déjanos consentirte como te meteces»                                   | 5 de enero de 2023        |
| 18           | 8            | «¡Escuchad! La oscuridad desciende»                                     | 5 de enero de 2023        |
| 19           | 9            | «Kill Gil»                                                              | 5 de enero de 2023        |
| 20           | 10           | «No soy Cenicienta»                                                     | 5 de enero de 2023        |

### Temporada 3 (2025)
La temporada 3 se estrenó mundialmente en Netflix el 5 de junio de 2025.
| N.º en serie | N.º en temp. | Título                             | Fecha de emisión original |
| ------------ | ------------ | ---------------------------------- | ------------------------- |
| 21           | 1            | «Esto no merece ni un pódcast»     | 5 de junio de 2025        |
| 22           | 2            | «Bip, bip, maldito bip»            | 5 de junio de 2025        |
| 23           | 3            | «Los amigos pueden bailar»         | 5 de junio de 2025        |
| 24           | 4            | «Volvió la perra»                  | 5 de junio de 2025        |
| 25           | 5            | «¡Pum! Explotó la dinamita»        | 5 de junio de 2025        |
| 26           | 6            | «Al menos no puede empeorar»       | 5 de junio de 2025        |
| 27           | 7            | «Qué locura»                       | 5 de junio de 2025        |
| 28           | 8            | «¿Trajiste un almuerzo preparado?» | 5 de junio de 2025        |
| 29           | 9            | «Es mi momento»                    | 5 de junio de 2025        |
| 30           | 10           | «Monstruos»                        | 5 de junio de 2025        |

## Producción

### Desarrollo
El 13 de agosto de 2019, se anunció que Netflix había dado a la producción de la serie para una primera temporada que constaba de diez episodios. La serie fue creada por Sarah Lampert y los productores ejecutivos incluyen a Debra J. Fisher, Anya Adams, Jeff Tahler, Jenny Daly, Holly Hines y Daniel March. Adams también dirigiría los dos primeros episodios de la serie. Las compañías de producción involucradas en la serie serían Madica Productions, Critical Content y Dynamic Television.[cita requerida]

### Reparto
Junto al anuncio inicial de la serie, se informó que Brianne Howey, Antonia Gentry, Diesel La Torraca, Jennifer Robertson, Felix Mallard, Sara Waisglass, Scott Porter y Raymond Ablack fueron elegidos como el reparto habitual de la serie. El 20 de enero de 2021, se anunció que Mason Temple tendría un papel principal.

### Rodaje
El rodaje de la primera temporada de la serie comenzó el 14 de agosto de 2019 y terminó el 10 de diciembre de 2019 en Toronto y Cobourg, Ontario, Canadá. El rodaje de la segunda temporada comenzó el 29 de noviembre de 2021 y concluyó el 23 de abril de 2022. El rodaje de la tercera se anunció el 29 de abril de 2024 y concluyó el 13 de septiembre de 2024.

## Lanzamiento
Ginny y Georgia se estrenó el 24 de febrero de 2021. La segunda temporada se estrenó el 5 de enero de 2023. La tercera temporada se estrenó el 5 de junio de 2025.